# Bitwarden
Bitwarden — менеджер паролей с открытым кодом. Имеет приложения нескольких форматов, включая веб-интерфейс, настольные приложения, расширение браузера, мобильные приложения и CLI. Bitwarden использует облачный сервис, а также возможность развёртывания решения локально.

## История
Bitwarden был представлен в августе 2016 года в виде мобильных приложений для iOS и Android, расширений браузера для Chrome и Opera и веб сайта-хранилища. Расширение браузера для Firefox было запущено позже в феврале 2017 года.
В феврале 2017 года браузер Brave начал включать расширение Bitwarden в качестве необязательного заменяющего встроенный менеджер паролей.
В январе 2018 года расширение Bitwarden было адаптировано и выпущено для браузера Safari через галерею расширений.
В феврале 2018 года Bitwarden выпустил настольное приложение для macOS, Linux и Windows. Приложение было создано как вариант расширения браузера для веб-приложений. Приложение для Windows присоединилось к расширению Bitwarden для Microsoft Edge в Microsoft Store месяцем позже.

## Особенности
- Открытый исходный код
- Облачная синхронизация
- Типы элементов, такие как логины, защищенные заметки, кредитные карты и удостоверения
- Сквозное шифрование хранимых данных хранилища
- История паролей, чтобы вы могли видеть свои предыдущие пароли при входе в систему
- Безопасное совместное использование элементов хранилища с другими пользователями Bitwarden
- Автоматическое заполнение регистрационной информации на веб-сайтах и в других приложениях
- Генератор паролей
- Инструмент проверки надежности пароля
- Двухфакторная аутентификация через приложения для аутентификации, электронную почту, Duo, YubiKey, и FIDO U2F
- Прикрепленные файлы
- Хранилище ключей TOTP и генератор кода
- Отчеты о взломе данных и проверка паролей через Have I Been Pwned?
- Кросс-платформенные клиентские приложения[10]
- Возможность локального развертывания сервера синхронизации[11]